# Bambana
Bambana, pleme američkih Indijanaca porodice Misumalpan ili Misuluan nekad naseljeni u području uz rijeku Bambana na sjeveroistoku današnje Nikaragve. 
Swanton ih navodi kao miješano pleme Miskito i Sumo Indijanaca. Ime Bambana danas se očuvalo tek u imenu rijeke i sela od kojih 250 duša u autonomnoj regiji Atlántico Norte, koji sebe smatraju i nazivaju imenom Mayangna, i među kojima bi moglo biti njihovih potomaka.